# Jeff Friesen
Pour les articles homonymes, voir Friesen.
Jeff Friesen (né le 5 août 1976 à Meadow Lake au Canada) est un joueur professionnel de hockey sur glace. Il évolue actuellement avec les Eisbären Berlin,.

## Carrière

### Carrière en club
Il commence sa carrière en jouant dans la Ligue de hockey de l'Ouest, ligue junior du Canada. Il évolue alors en 1991 avec les Pats de Regina puis participe au repêchage d'entrée dans la Ligue nationale de hockey de 1994. Il est choisi lors de la première ronde par les Sharks de San José et est le onzième joueur choisi, le premier étant Ed Jovanovski.
Entre-temps, il remporte en 1993 le trophée Jim Piggott de la meilleure recrue de la saison de la WHL et également le prix de la recrue de la saison de la Ligue canadienne de hockey.
Il commence l'année suivante dans la WHL mais parvient également à s'imposer dans l'effectif de la franchise de la LNH. Il joue ainsi une cinquantaine de matchs de la saison régulière mais également une dizaine dans les séries éliminatoires. À l'issue de la saison, il est nommé dans l'équipe d'étoiles des recrues.
Il va jouer neuf saisons avec les Sharks avant de rejoindre les Mighty Ducks d'Anaheim à la fin de la saison 2000-2001 dans un montage visant à faire venir le joueur vedette des Ducks, Teemu Selänne. Il y reste une saison et demie avant de rejoindre les Devils du New Jersey pour deux saisons.
Lors de la première saison, 2002-2003, il aide son équipe à atteindre la finale de la Coupe Stanley contre son ancienne équipe, les Ducks. Friesen inscrit quatorze points lors des séries pour les Devils et peut soulever le trophée à l'issue du septième match. Pendant le septième match, il aide son équipe à remporter le match en marquant un coup du chapeau. Il est alors le premier joueur de l'histoire à avoir son second prénom gravé entièrement sur la Coupe.
Il quitte les Devils pour les Capitals de Washington avant la saison 2005-2006 mais il termine la saison avec les Ducks. Pour la saison suivante, il signe un contrat d'un an avec les Flames de Calgary en tant qu'agent libre. À l'issue de la saison, il se retrouve sans contrat et joue quelques matchs de la saison 2007-2008 de la Ligue américaine de hockey avec la nouvelle équipe des Monsters du lac Érié mais sans que l'expérience soit concluante.
À l'aube de la saison 2008-2009, il effectue un essai pour revenir jouer avec les Sharks.

### Carrière internationales
Friesen a représenté le Canada au cours de multiples compétitions internationales que ce soit dans les catégories moins de 18 ans, junior mais également sénior. Il remporte ainsi la médaille d'or au championnat du monde 1997 ainsi qu'en 2004.

## Statistiques

### Statistiques en club
| Saison     | Équipe                 | Ligue      |     | Saison régulière | Saison régulière | Saison régulière | Saison régulière | Saison régulière |    | Séries éliminatoires | Séries éliminatoires | Séries éliminatoires | Séries éliminatoires | Séries éliminatoires |
| Saison     | Équipe                 | Ligue      | PJ  | B                | A                | Pts              | Pun              | PJ               | B  | A                    | Pts                  | Pun                  |                      |                      |
| 1991-1992  | Pats de Regina         | LHOu       | 4   | 3                | 1                | 4                | 2                | -                | -  | -                    | -                    | -                    |                      |                      |
| 1992-1993  | Pats de Regina         | LHOu       | 70  | 45               | 38               | 83               | 23               | 13               | 7  | 10                   | 17                   | 8                    |                      |                      |
| 1993-1994  | Pats de Regina         | LHOu       | 66  | 51               | 67               | 118              | 48               | 4                | 3  | 2                    | 5                    | 2                    |                      |                      |
| 1994-1995  | Sharks de San José     | LNH        | 48  | 15               | 10               | 25               | 14               | 11               | 1  | 5                    | 6                    | 4                    |                      |                      |
| 1994-1995  | Pats de Regina         | LHOu       | 25  | 21               | 23               | 44               | 22               | -                | -  | -                    | -                    | -                    |                      |                      |
| 1995-1996  | Sharks de San José     | LNH        | 79  | 15               | 31               | 46               | 42               | -                | -  | -                    | -                    | -                    |                      |                      |
| 1996-1997  | Sharks de San José     | LNH        | 82  | 28               | 34               | 62               | 75               | -                | -  | -                    | -                    | -                    |                      |                      |
| 1997-1998  | Sharks de San José     | LNH        | 79  | 31               | 32               | 63               | 40               | 6                | 0  | 1                    | 1                    | 2                    |                      |                      |
| 1998-1999  | Sharks de San José     | LNH        | 78  | 22               | 35               | 57               | 42               | 6                | 2  | 2                    | 4                    | 14                   |                      |                      |
| 1999-2000  | Sharks de San José     | LNH        | 82  | 26               | 35               | 61               | 47               | 11               | 2  | 2                    | 4                    | 10                   |                      |                      |
| 2000-2001  | Sharks de San José     | LNH        | 64  | 12               | 24               | 36               | 56               | -                | -  | -                    | -                    | -                    |                      |                      |
| 2000-2001  | Mighty Ducks d'Anaheim | LNH        | 15  | 2                | 10               | 12               | 10               | -                | -  | -                    | -                    | -                    |                      |                      |
| 2001-2002  | Mighty Ducks d'Anaheim | LNH        | 81  | 17               | 26               | 43               | 44               | -                | -  | -                    | -                    | -                    |                      |                      |
| 2002-2003  | Devils du New Jersey   | LNH        | 81  | 23               | 28               | 51               | 26               | 24               | 10 | 4                    | 14                   | 6                    |                      |                      |
| 2003-2004  | Devils du New Jersey   | LNH        | 81  | 17               | 20               | 37               | 26               | 5                | 0  | 0                    | 0                    | 4                    |                      |                      |
| 2005-2006  | Capitals de Washington | LNH        | 33  | 3                | 4                | 7                | 24               | -                | -  | -                    | -                    | -                    |                      |                      |
| 2005-2006  | Mighty Ducks d'Anaheim | LNH        | 18  | 1                | 3                | 4                | 8                | 16               | 3  | 1                    | 4                    | 6                    |                      |                      |
| 2006-2007  | Flames de Calgary      | LNH        | 72  | 6                | 6                | 12               | 34               | 5                | 0  | 0                    | 0                    | 2                    |                      |                      |
| 2007-2008  | Monsters du lac Érié   | LAH        | 5   | 1                | 4                | 5                | 0                | -                | -  | -                    | -                    | -                    |                      |                      |
| 2009-2010  | Eisbären Berlin        | DEL        | 53  | 15               | 30               | 45               | 130              | -                | -  | -                    | -                    | -                    |                      |                      |
| 2010       | Eisbären Berlin        | TE         | 8   | 4                | 3                | 7                | 10               | 3                | 3  | 1                    | 4                    | 0                    |                      |                      |
| 2010-2011  | Eisbären Berlin        | DEL        | 30  | 5                | 9                | 14               | 12               | 11               | 1  | 4                    | 5                    | 2                    |                      |                      |
| Totaux LNH | Totaux LNH             | Totaux LNH | 893 | 218              | 298              | 516              | 488              | 84               | 18 | 15                   | 33                   | 48                   |                      |                      |

### Statistiques en équipe nationale
| Année | Édition                      |    | PJ | B | A  | Pts | Pun               |  | Résultat |
| 1993  | Championnat du monde -18 ans | 5  | 9  | 4 | 13 | 6   |                   |  |          |
| 1994  | Championnat du monde junior  | 5  | 0  | 2 | 2  | 0   | Médaille d'or     |  |          |
| 1995  | Championnat du monde junior  | 7  | 5  | 2 | 7  | 4   | Médaille d'or     |  |          |
| 1996  | Championnat du monde         | 8  | 2  | 0 | 2  | 6   | Médaille d'argent |  |          |
| 1997  | Championnat du monde         | 11 | 3  | 4 | 7  | 16  | Médaille d'or     |  |          |
| 1999  | Championnat du monde         | 7  | 2  | 2 | 4  | 0   | 4e place          |  |          |
| 2001  | Championnat du monde         | 7  | 1  | 3 | 4  | 6   | 5e place          |  |          |
| 2004  | Championnat du monde         | 9  | 0  | 1 | 1  | 4   | Médaille d'or     |  |          |